# ペリーノ・デル・ヴァーガ
ペリーノ・デル・ヴァーガ（Perino del Vaga、Perin del Vagaとも、本名: Piero Bonaccorsi、1501年 – 1547年10月19日）はイタリアの画家である。

## 略歴
フィレンツェで生まれた。父親は賭け事で財産を失いフランス軍の兵士になった男である。実の母親を2歳で亡くし、継母に育てられ、薬屋で働いた後、Andrea de' Ceriという無名な画家の助手になり、11歳からリドルフォ・ギルランダイオ(Ridolfo Ghirlandaio:1483-1561)のもとで働いた。ローマに近いToscanellaに工房のあるヴァーガという無名の画家を手伝うためにローマに移ったため、デル・ヴァーガの通称で呼ばれることになった。
ローマではラファエロ（1483年-1520年）の工房が手掛けるヴァチカン宮殿の装飾画の助手の一人として働き、ラファエロの弟子のジョヴァンニ・ダ・ウーディネ(Giovanni da Udine: 1487–1564)の助手としても働いた。才能が認められるようになり、装飾画の注文が得られるようになった。1520年からローマのパラッツォ・バルダッシーニの装飾画をダ・ウディーネらと描いた。
ローマにペストが流行した1523年から、フィレンチェに移り、フィレンツェの画家ロッソ・フィオレンティーノらの影響を受けた。1525年にローマに戻り、結婚した。
1527年にスペインの軍勢によるローマ劫掠によって、ローマが荒廃した後、ジェノヴァ共和国の実力者、アンドレア・ドーリアに招かれてジェノヴァに移った。ドーリアの別邸ヴィラ・デル・プリンチペ(Villa del Principe)の装飾の仕事などをした。ピサに家を購入して妻をローマから移し、ジェノバでの仕事が終わった後1537年からしばらくピサに住んだ。1539年に再びローマに移り、ローマの多くの教会の装飾画を描いた。
1547年に結核でローマで死去した。

## 作品

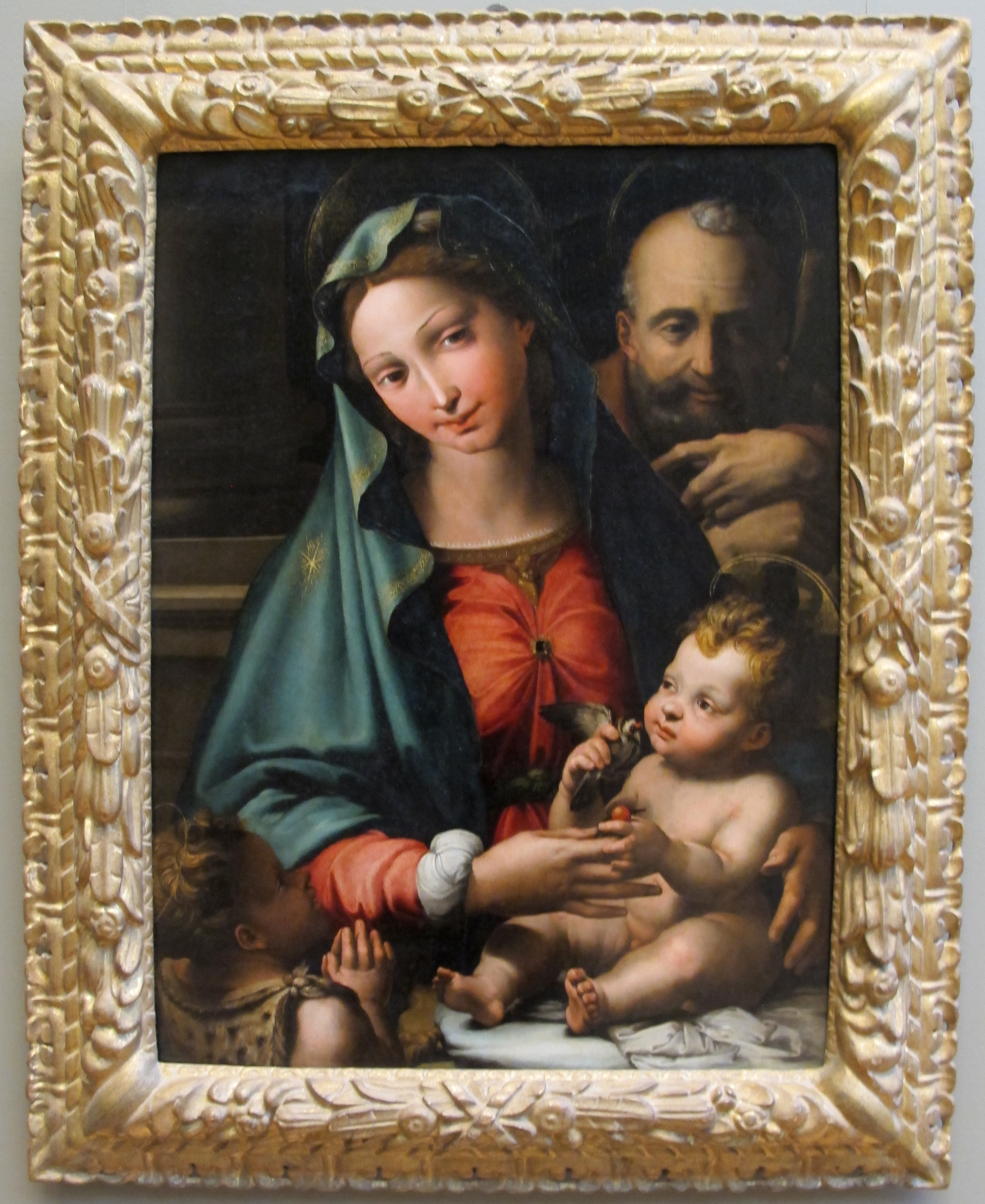
聖家族 メトロポリタン美術館蔵
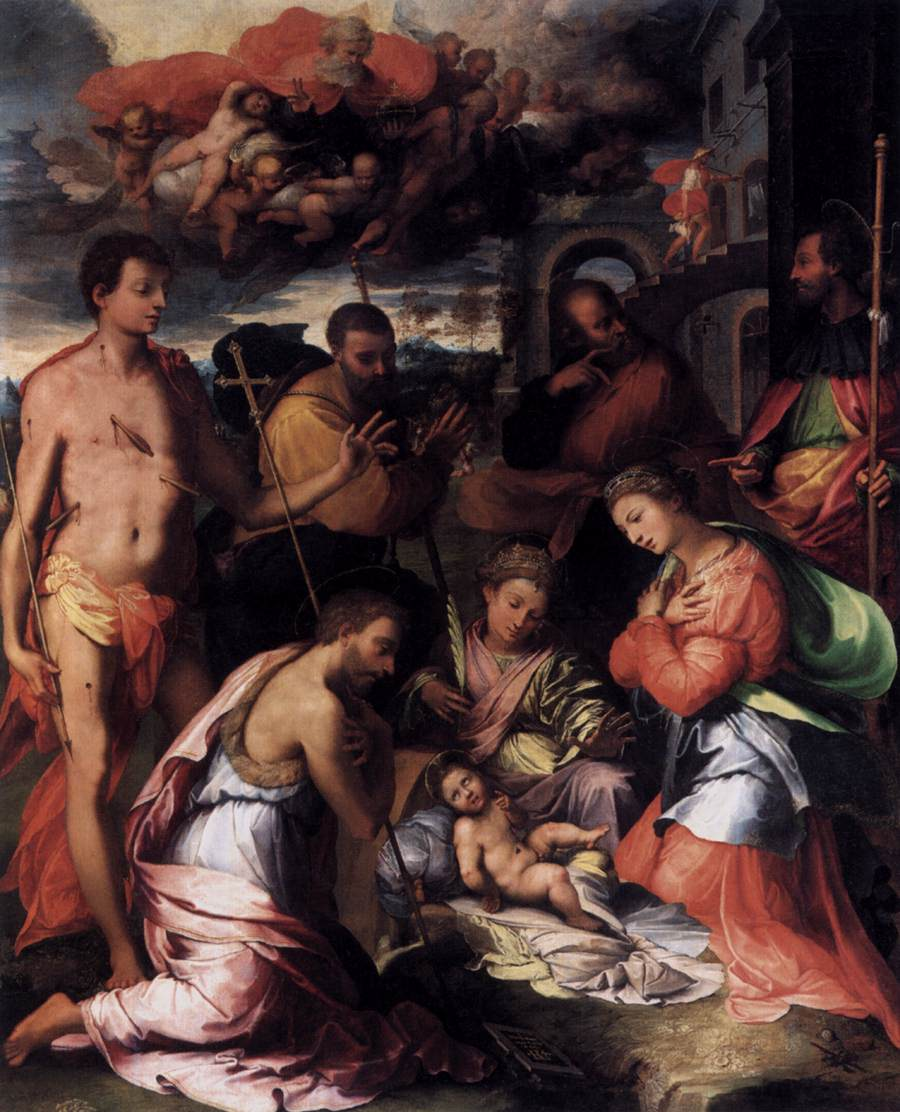
幼児キリストを礼拝する聖人 ナショナル・ギャラリー (ワシントン)蔵
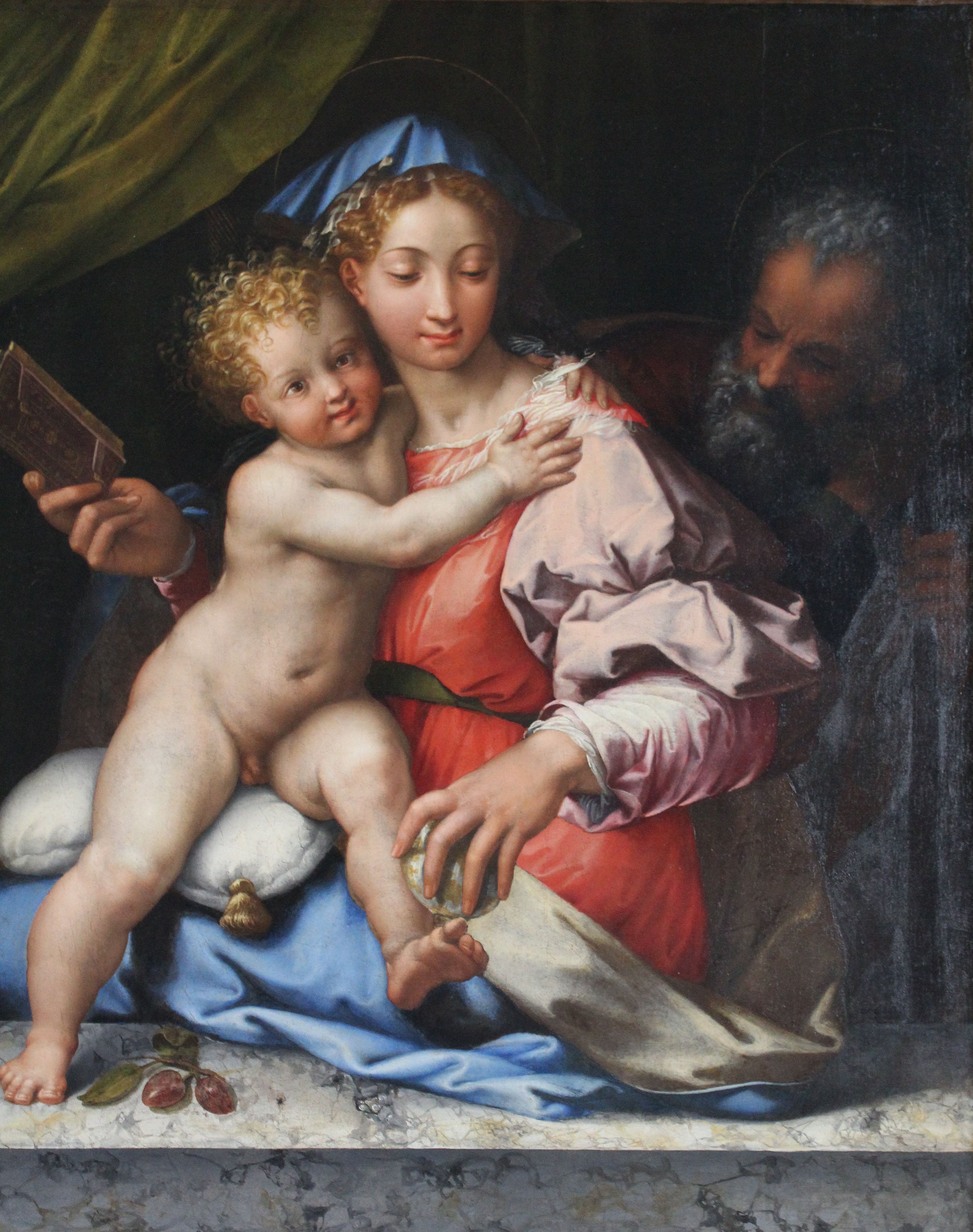
聖家族 コンデ美術館蔵
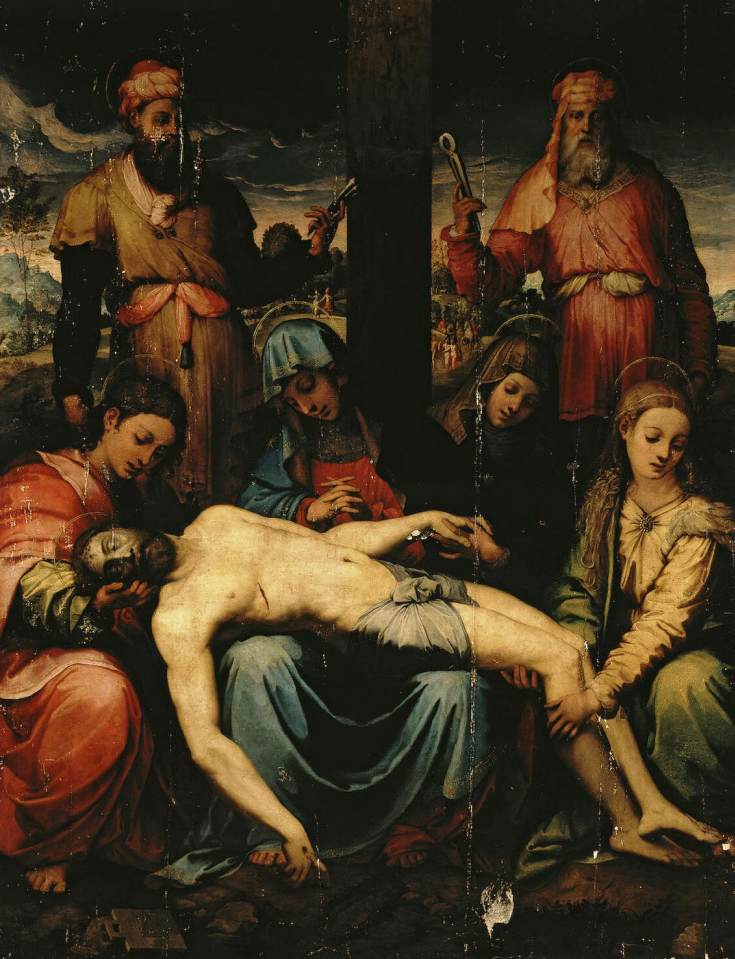
キリスト哀悼 エルミタージュ美術館蔵

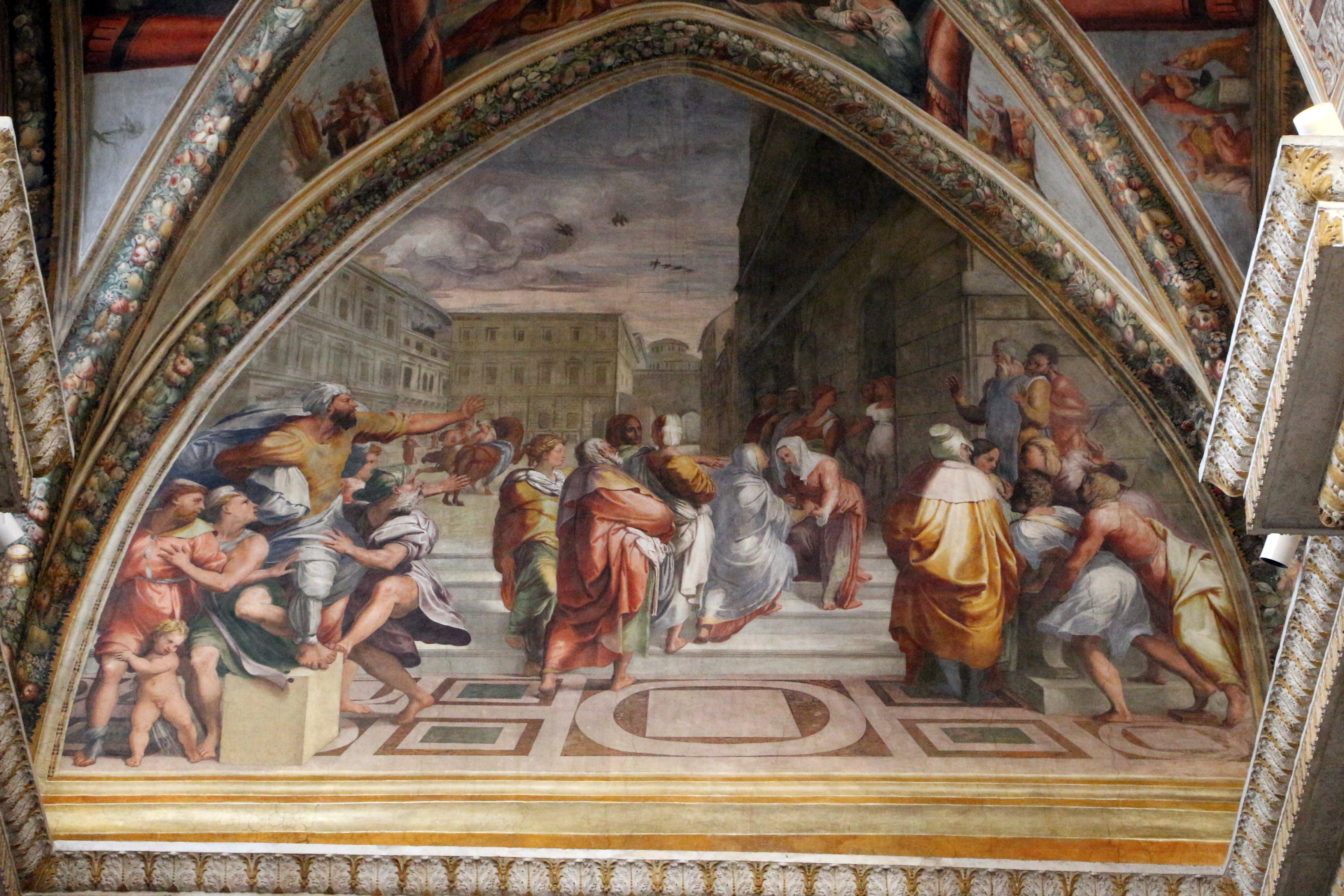
装飾画 Trinità dei Monti (Rome)
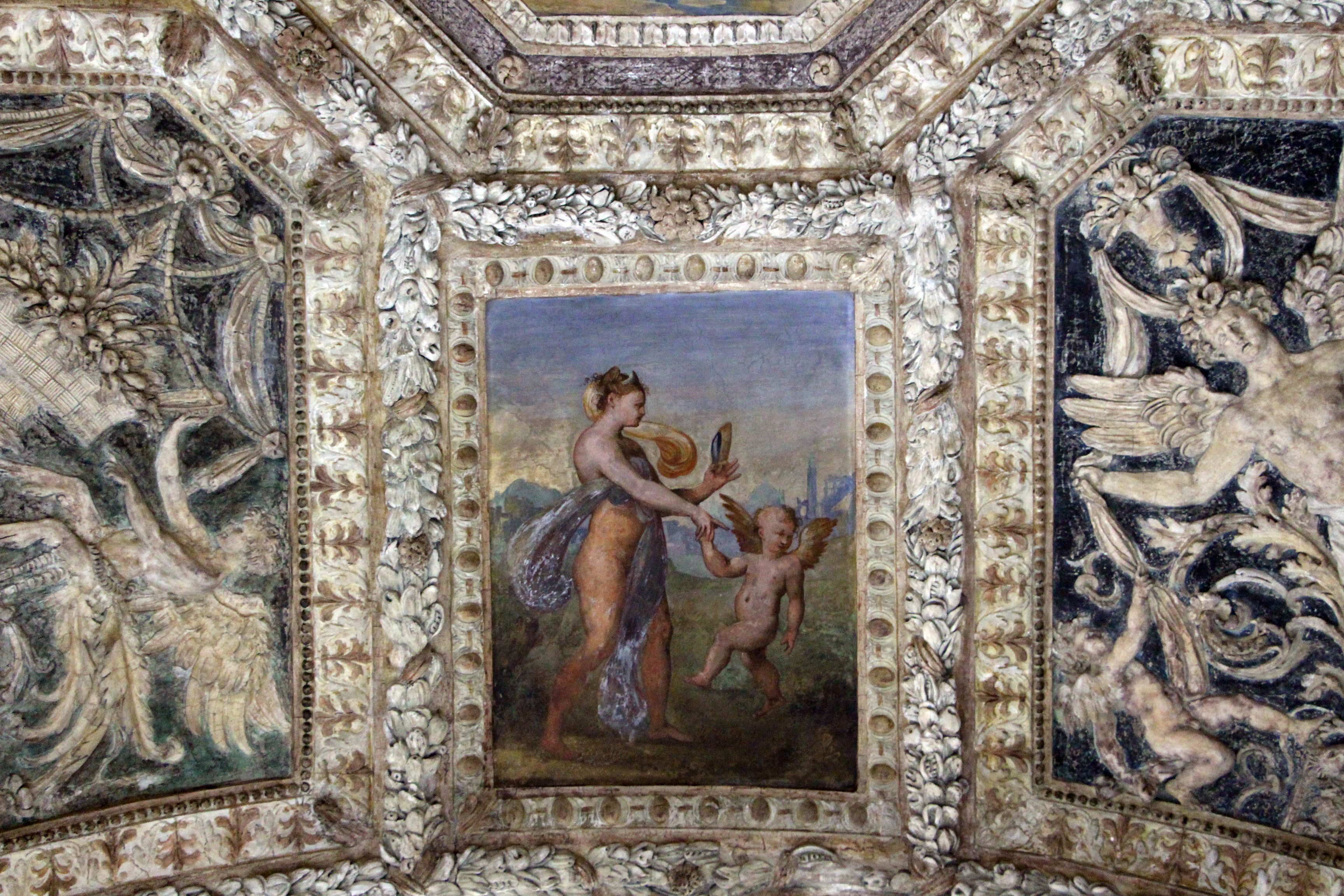
装飾画 Villa del Principe (Genoa)
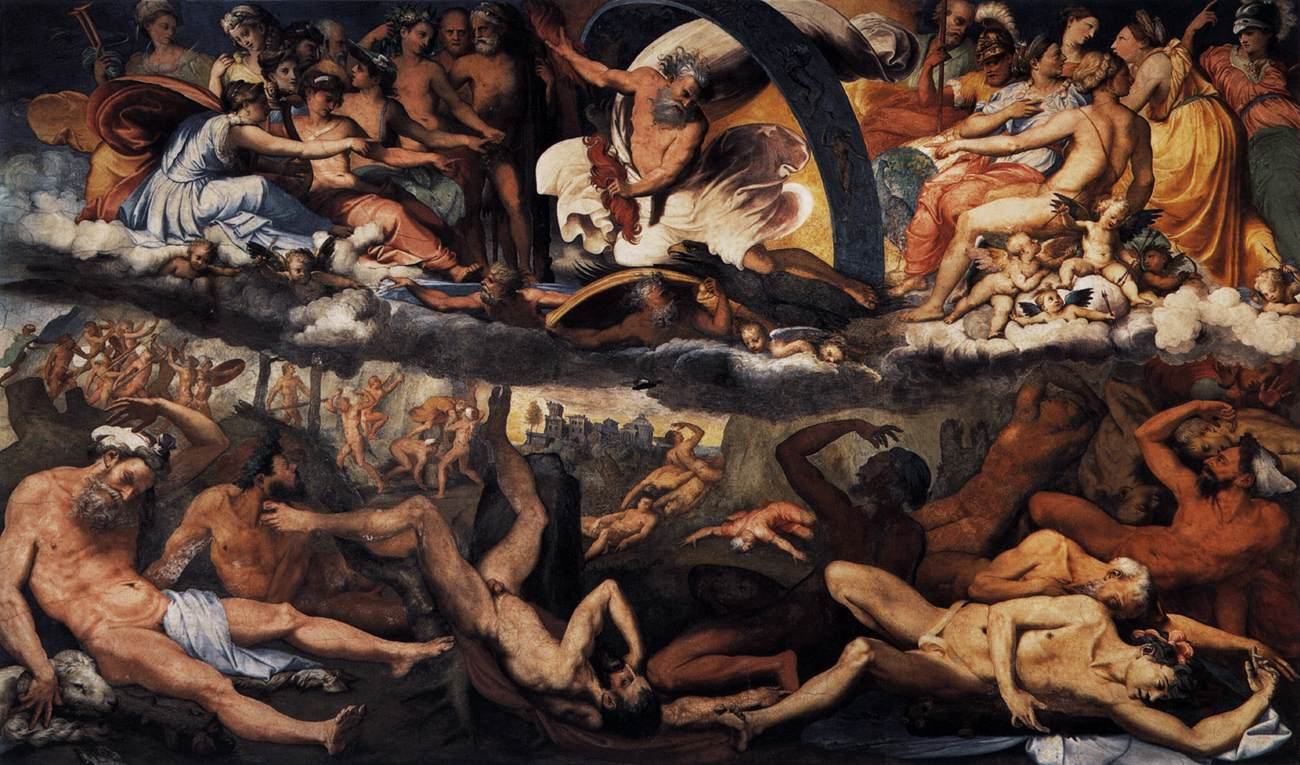
巨人たちの落日、ヴィラ・デル・プリンチペの壁画の一部